# 10 Minutes (phim)
10 phút (tiếng Hàn: 10분; Romaja: Sipbun) là một bộ phim điện ảnh Hàn Quốc 2013 của đạo diễn Lee Yong-seung. Phim ra mắt tại Liên hoan phim quốc tế Busan và công chiếu tại các rạp vào ngày 24 tháng 4 năm 2014.

## Phân vai
- Baek Jong-hwan vai Kang Ho-chan
- Kim Jong-gu vai Director
- Jeong Hee-tae vai đạo diễn Union
- Lee Si-won vai Song Eun-hye
- Jang Liu vai Han Young-mi
- Jeong Seung-gil vai Jeong Yong-jin
- Seong Min-jae vai Noh Jeong-rae
- Yoon Joon-woo vai Jo Hyeon-woo
- Kwon Oh-jin vai giám đốc
- Park Geun-tae vai người phỏng vấn nam
- Kim Hak-jae vai ba của Ho-chan
- Lee Seong-kyeong vai mẹ của Ho-chan
- Jo Yong-cheol vai Ho-young
- Kwon Gwi-bin vai Noo-ri
- Park Joo-hwan vai Tae-in
- Choi Joon-hyeok vai Dong-seok
- Jang Woo-jin vai nhân viên cảnh sát 1
- Kim Bo-mook vai nhân viên cảnh sát 2
- Lee Wook-hyeon vai người say xỉn 1
- Ahn Seul-gi vai người say xỉn 2